# Saint-Cyr-l'École
Saint-Cyr-l'École je město v západní části metropolitní oblasti Paříže ve Francii v departmentu Yvelines a regionu Île-de-France. Od centra Paříže je vzdálené 21,4 km. V obci sídlí prestižní vojenská škola École spéciale militaire a Institut aérotechnique.

## Jméno obce
Jméno obce je odvozeno od křesťanského mučedníka Cyra z Tarsu.

## Geografie
Sousední obce: Versailles, Guyancourt, Montigny-le-Bretonneux, Bois-d'Arcy, Fontenay-le-Fleury a Bailly.

## Vývoj počtu obyvatel
Počet obyvatel

## Partnerská města
- Butzbach